# Unzen
Unzen (jap. 雲仙市 Unzen-shi) – miasto w Japonii, na wyspie Kiusiu, w prefekturze Nagasaki.